# Jeff Bridges (album)
Jeff Bridges è il secondo album in studio dell'attore e cantautore statunitense Jeff Bridges, pubblicato nel 2011.

## Tracce
1. What a Little Bit of Love Can Do (Stephen Bruton, Gary Nicholson) – 3:38
2. Falling Short (Jeff Bridges) – 3:19
3. Everything But Love (John Goodwin) – 4:26
4. Tumbling Vine (Bridges) – 2:29
5. Nothing Yet (Bruton) – 4:28
6. Blue Car (Greg Brown) – 4:24
7. Maybe I Missed the Point (Goodwin) – 3:31
8. Slow Boat (Bridges, T-Bone Burnett, Thomas Cobb) – 6:01
9. Either Way (Robert Franklin Ramsey) – 4:53
10. The Quest (Goodwin) – 2:56